# NGC 712

NGC 712

NGC 712 هي مجرة تتبع كوكبة المرأة المسلسلة. اكتشفها جون هيرشل في 1 أكتوبر 1828.

## روابط خارجية
- NGC 712 على موقع ويكي سكاي: DSS2, SDSS, GALEX, IRAS, Hydrogen α, X-Ray, Astrophoto, Sky Map, Articles and images